# Andreas Thom
Andreas Thom, född 7 september 1965 i Rüdersdorf bei Berlin, är en tysk fotbollsspelare och fotbollstränare. 
Thom kom från BFC Dynamos mycket framgångsrikta ungdomsakademi och gjorde professionell debut för BFC Dynamo år 1983.  Thom var en av Östtysklands bästa spelare på 1980-talet och vann flera liga- och cuptitlar med BFC Dynamo. Thom vann skytteligan år 1988 och blev utsedd till Årets fotbollsspelare i Östtyskland samma år. 
Thom var den förste spelaren från Östtyskland som i samband med murens fall skrev under ett proffskontrakt med en klubb i Bundesliga. Efter sin spelarkarriär har Thom bland annat varit tränare för både proffslaget och flera ungdomslag inom Hertha BSC samt för Holstein Kiel.

## Meriter
- DDR-Oberliga: 1984, 1985, 1986, 1987, 1988
- FDGB-Pokal: 1988, 1989
- DVF-Supercup: 1989
- 10 A-landskamper för Tysklands herrlandslag i fotboll
- EM i fotboll: 1992
  - EM-silver 1992